# Санта-Мария-ду-Пара

Санта-Мария-ду-Пара на карте штата.

Санта-Мария-ду-Пара (порт. Santa Maria do Pará) — муниципалитет в Бразилии, входит в штат Пара. Составная часть мезорегиона Северо-восток штата Пара. Входит в экономико-статистический микрорегион Брагантина. Население составляет  23 026 человек на 2010 год. Занимает площадь 457,725 км². Плотность населения — 50,31 чел./км².
Праздник города — 29 декабря.

## Демография
Согласно сведениям, собранным в ходе переписи 2010 г. Национальным институтом географии и статистики (IBGE), население муниципалитета составляет:
| Полное население                               | Полное население                               | Полное население                               | Полное население                               | 23 026 |
| ---------------------------------------------- | ---------------------------------------------- | ---------------------------------------------- | ---------------------------------------------- | ------ |
| в том числе:                                   | Городское население                            | 13 328                                         | Процент городского населения, %                | 57,88  |
|                                                | Сельское население                             | 9698                                           | Процент сельского населения, %                 | 42,12  |
|                                                | Мужское население                              | 11 492                                         | Процент мужского населения, %                  | 49,91  |
|                                                | Женское население                              | 11 534                                         | Процент женского населения, %                  | 50,09  |
| Плотность населения, чел/км²                   | Плотность населения, чел/км²                   | Плотность населения, чел/км²                   | Плотность населения, чел/км²                   | 50,31  |
| Население муниципалитета в % к населению штата | Население муниципалитета в % к населению штата | Население муниципалитета в % к населению штата | Население муниципалитета в % к населению штата | 0,30   |

По данным оценки 2015 года население муниципалитета составляет 23 927 жителей.

## Статистика
- Валовой внутренний продукт на 2003 год составляет 45 487 431,00 реалов (данные: Бразильский институт географии и статистики).
- Валовой внутренний продукт на душу населения на 2003 год составляет 2066,48 реалов (данные: Бразильский институт географии и статистики).
- Индекс развития человеческого потенциала на 2000 год составляет 0,651 (данные: Программа развития ООН).

## География
Климат местности: жаркий гумидный.

## Важнейшие населенные пункты
| № | Населённый пункт    | Населённый пункт (порт.) | Категория | Население чел. (2010) | На карте                       |
| - | ------------------- | ------------------------ | --------- | --------------------- | ------------------------------ |
| 1 | Санта-Мария-ду-Пара | Santa Maria do Pará      | город     | 13 328                | 1°20′52″ ю. ш. 47°34′27″ з. д. |
| 2 | Тасиатеуа           | Taciateua                | поселок   | 1299                  | 1°18′48″ ю. ш. 47°25′43″ з. д. |
| 3 | Сан-Паулу           | São Paulo                | поселок   | 865                   | 1°19′26″ ю. ш. 47°30′17″ з. д. |
| 4 | Вила-Нова           | Vila Nova                | поселок   | 514                   | 1°18′52″ ю. ш. 47°30′31″ з. д. |
| 5 | Жежу                | Jeju                     | поселок   | 506                   | 1°20′09″ ю. ш. 47°32′19″ з. д. |